# Lijst van personen overleden in oktober 2016
Dit is een lijst van bekende personen die zijn overleden in oktober 2016.

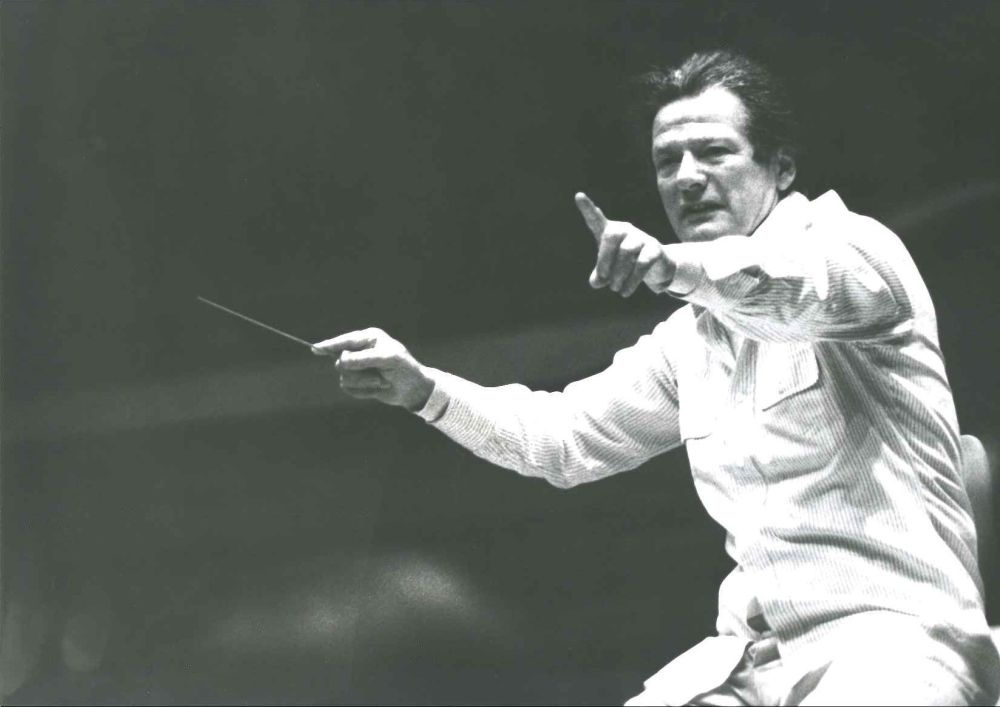
Neville Marriner
2 oktober

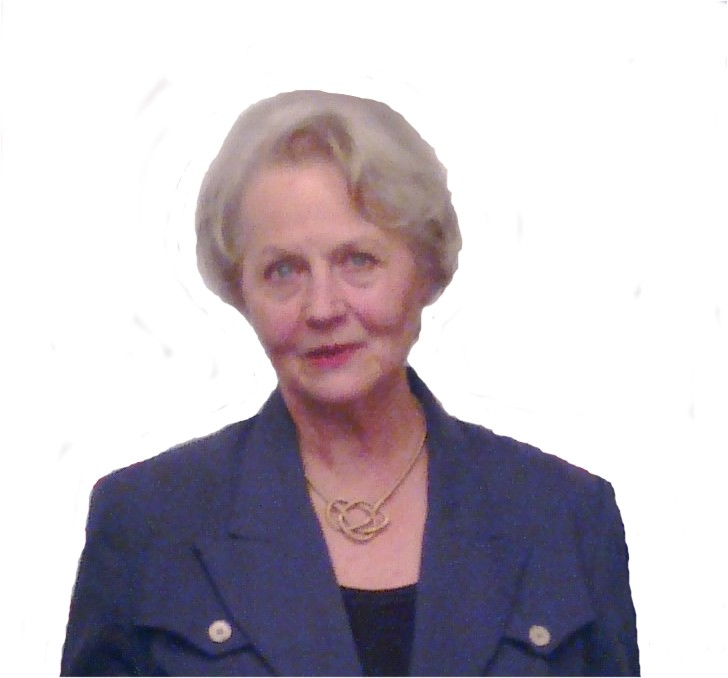
Brigitte Hamann
4 oktober

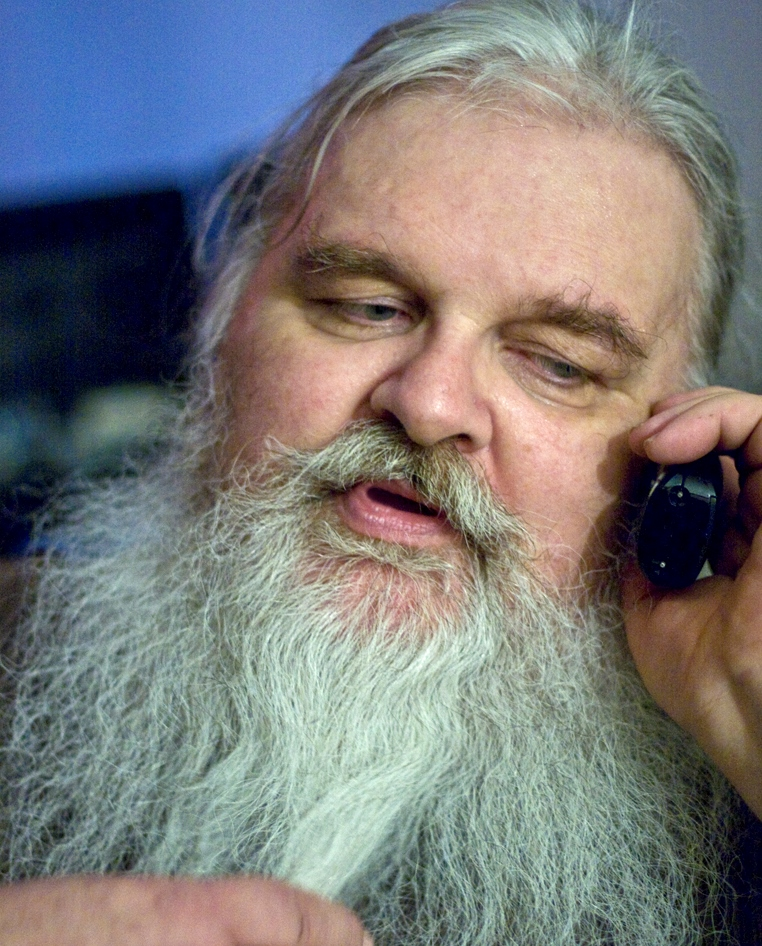
Tom Ordelman
8 oktober

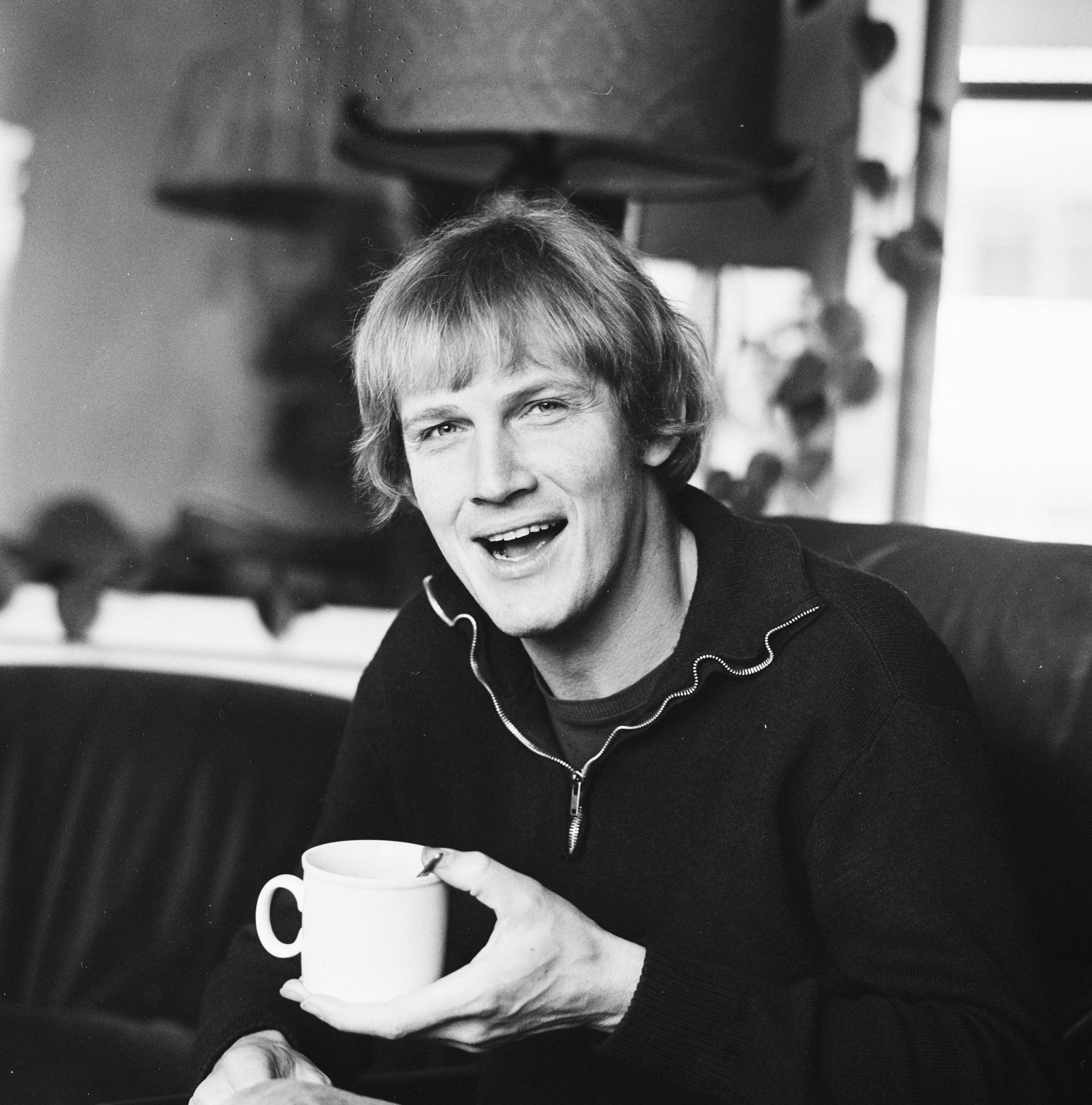
Marnix Kappers
10 oktober

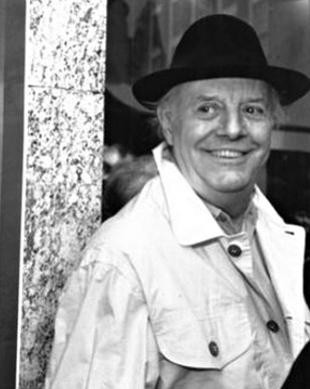
Dario Fo
13 oktober

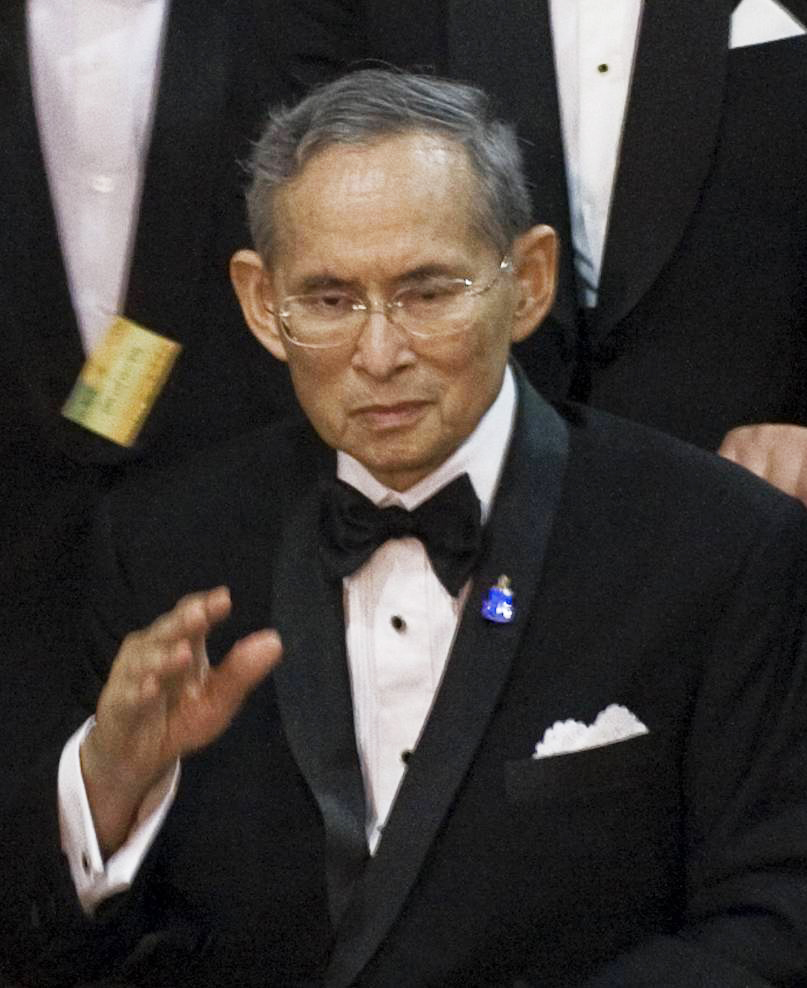
Rama IX
13 oktober

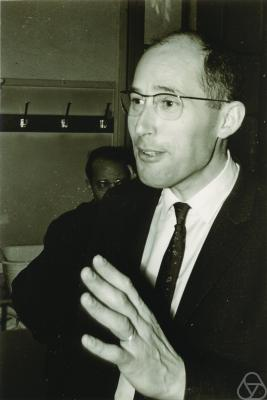
Marcel Berger
15 oktober

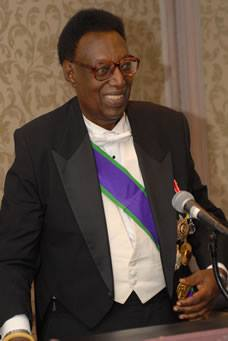
Kigeli V van Rwanda
16 oktober

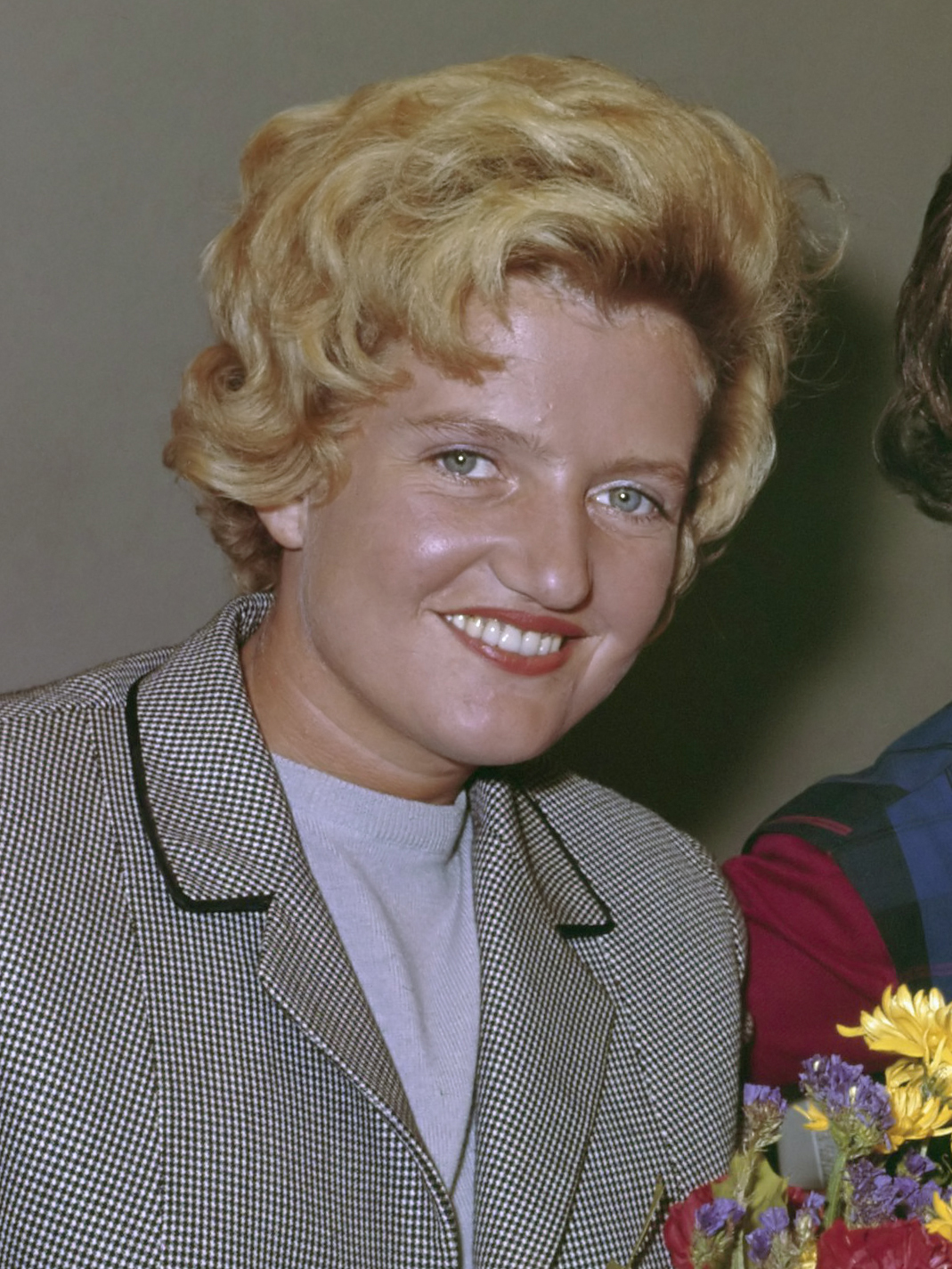
Mieke Telkamp
20 oktober

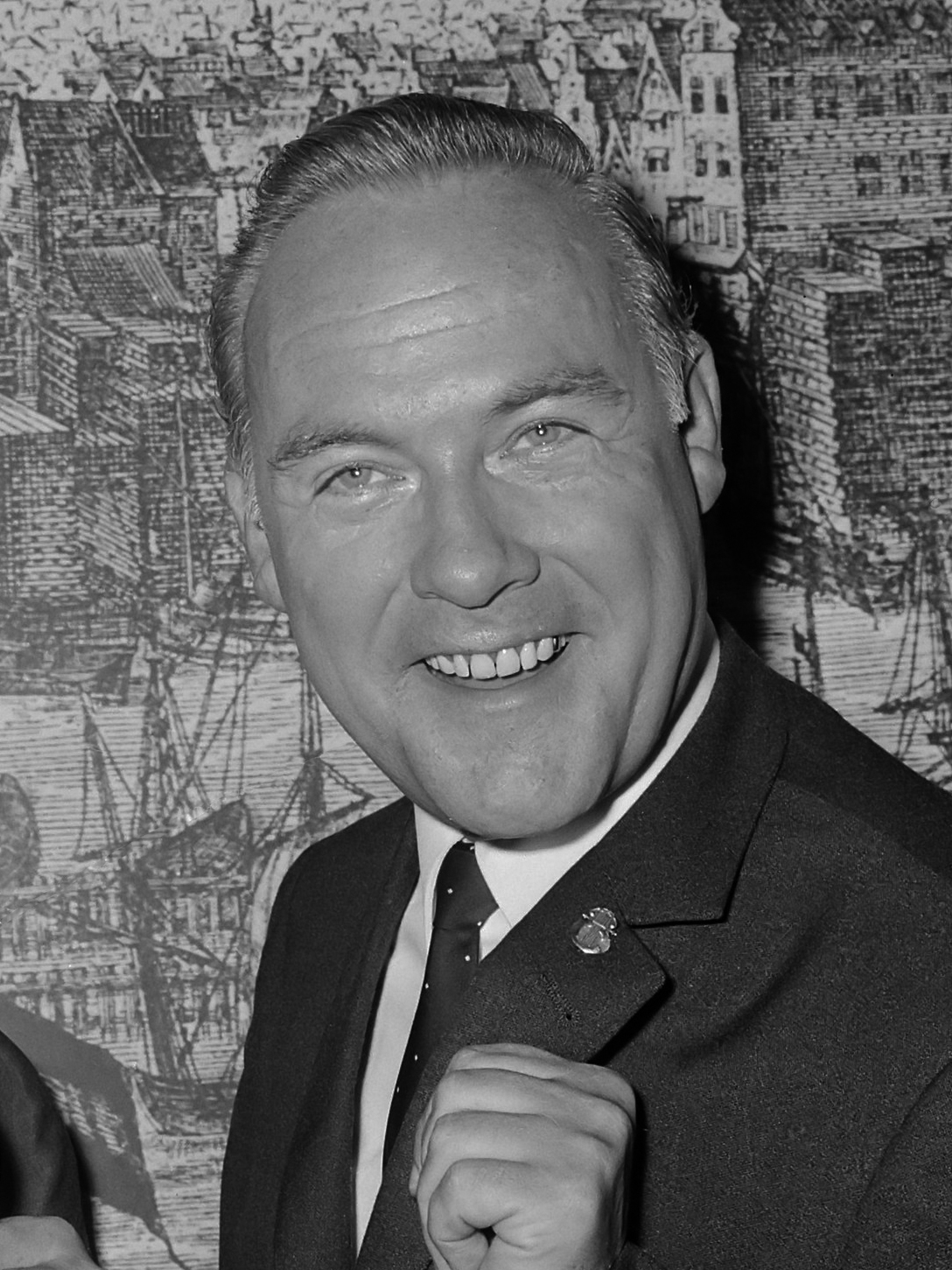
Eddy Christiani
24 oktober

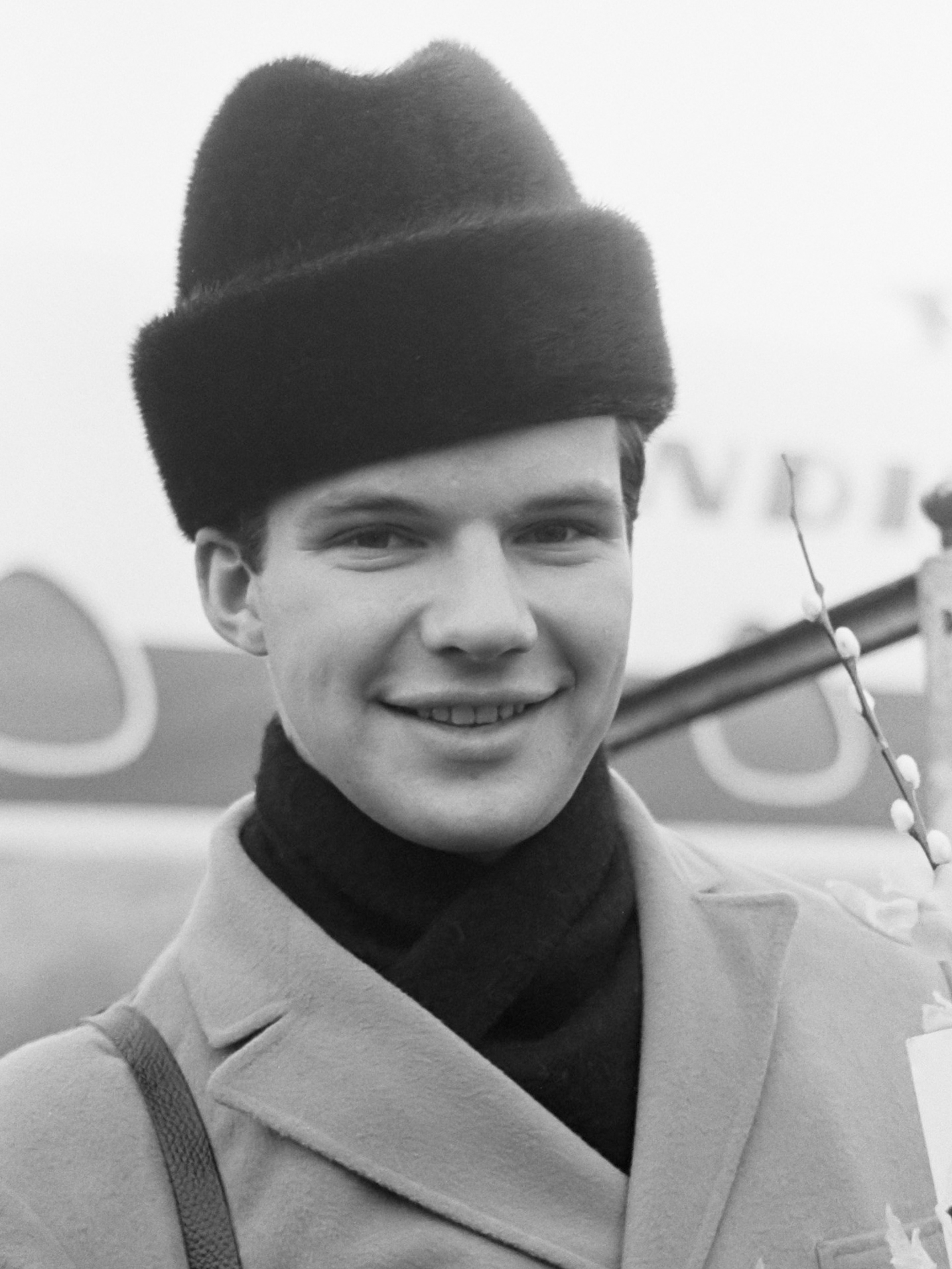
Bobby Vee
24 oktober

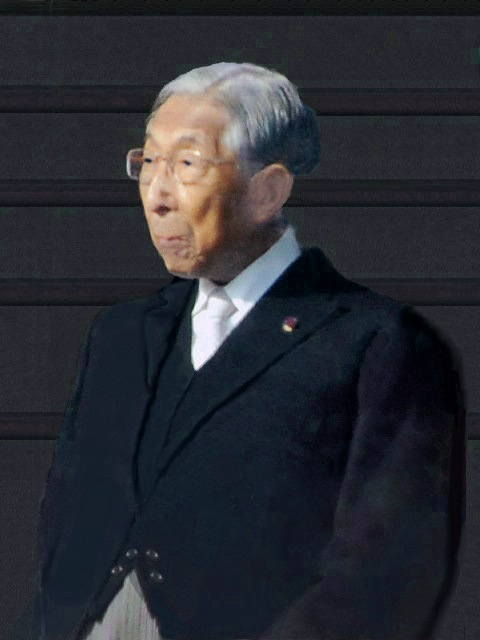
Takahito
27 oktober

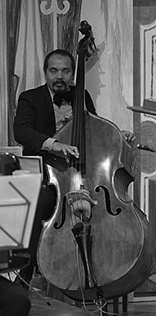
Frank Noya
30 oktober

| 1 | 2 | 3 | 4 | 5 | 6 | 7 | 8 | 9 | 10 | 11 | 12 | 13 | 14 | 15 | 16 | 17 | 18 | 19 | 20 | 21 | 22 | 23 | 24 | 25 | 26 | 27 | 28 | 29 | 30 | 31 |
| - | - | - | - | - | - | - | - | - | -- | -- | -- | -- | -- | -- | -- | -- | -- | -- | -- | -- | -- | -- | -- | -- | -- | -- | -- | -- | -- | -- |

### 1 oktober
- David Herd (82), Schots voetballer[1]
- Dietrich Lohff (75), Duits componist[2]
- Lowell Thomas jr. (92), Amerikaans filmregisseur, -producer en politicus[3]

### 2 oktober
- Luis González de Alba (72), Mexicaans schrijver, journalist en activist[4]
- Neville Marriner (92), Brits dirigent en violist[5]
- Jeroen Oerlemans (46), Nederlands fotojournalist[6]

### 3 oktober
- Joop Falke (83), Nederlands kunstenaar[7]
- Joan Marie Johnson (72), Amerikaans zangeres[8]
- Ronny van Poucke (59), Nederlands voetballer[9]

### 4 oktober
- Elaine Lustig Cohen (89), Amerikaans kunstenaar en grafisch ontwerpster[10]
- Brigitte Hamann (76), Duits-Oostenrijks historica en journaliste[11]
- Pieter Hintjens (53), Belgisch programmeur[12]
- Greet Versterre (79), Nederlands atlete[13]
- Donald H. White (95), Amerikaans componist, en trombonist[14]
- Caroline Crawley (53), Brits zangeres[15]

### 5 oktober
- Georges Balandier (95), Frans socioloog[16]
- Hein Fuchter (95), Nederlands Engelandvaarder[17]
- Michal Kováč (86), president van Slowakije[18]
- Rod Temperton (68), Amerikaans muziekproducent[19]
- Arthur Z'ahidi Ngoma (69), Congolees politicus[20]

### 6 oktober
- Henk Bezemer (70), Nederlands zeezeiler en nautisch journalist[21]
- Hidipo Hamutenya (77), Namibisch politicus[22]
- Fred Slaughter (74), Amerikaans basketballer[23]

### 7 oktober
- Gonzalo Peralta (36), Argentijns voetballer[24]
- Willem van Zeist (92), Nederlands archeobotanicus en palynoloog[25]

### 8 oktober
- Kor Al (67), Nederlands journalist en regisseur[26]
- Guillaume Bieganski (83), Frans voetballer[27]
- Gary Dublin (57), Amerikaans acteur[28]
- Ben Jonkers (70), Nederlands voetballer[29]
- Tom Ordelman (58), Nederlands schrijver, journalist en literair vertaler[30]
- Stylianos Pattakos (103), Grieks politicus[31]
- Pierre Tchernia (88), Frans televisiepresentator en -regisseur[32]

### 9 oktober
- Friso Endt (93), Nederlands journalist[33]
- Cor Smit (74), Nederlands voetballer[34]
- Andrzej Wajda (90), Pools filmregisseur[35]

### 10 oktober
- Leo Leroy Beranek (102), Amerikaans ingenieur, auteur en hoogleraar[36]
- Tamme Hanken (56), Duits televisiepersoonlijkheid[37]
- Marnix Kappers (73), Nederlands acteur en presentator[38]
- Dulci Ouwerkerk (96), Nederlands violiste[39]
- Lowijs Perquin (66), Nederlands psychiater-psychotherapeut[40]

### 11 oktober
- Patricia Barry (93), Amerikaans actrice[41]
- Roger Blanpain (83), Belgisch hoogleraar en politicus[42]

### 12 oktober
- Georges Désir (91), Belgisch politicus[43]
- Diana Herrera, Mexicaans actrice en zangeres[44]
- Lee Lively (89), Amerikaans acteur[45]
- Thomas Mykal Ford (52), Amerikaans acteur[46]

### 13 oktober
- William Gilbert Chaloner (87), Brits botanicus[47]
- Dario Fo (90), Italiaans toneelschrijver[48]
- Rama IX (88), koning van Thailand[49]
- Rob Lubbers (80), Nederlands zakenman[50]
- Louis Stettner (93), Amerikaans fotograaf[51]
- Tonino Valerii (82), Italiaans filmregisseur[52]

### 14 oktober
- Kathryn Adams Doty (96), Amerikaans actrice[53]
- Jean Alexander (90), Brits actrice[54]
- Pierre Étaix (87), Frans clown, acteur en filmregisseur[55]
- Edmond Harnie (96), Belgisch jazzmuzikant[56]

### 15 oktober
- Marcel Berger (89), Frans wiskundige[57]
- Hans Bruggeman (89), Nederlands politicus[58]
- Hans Pischner (102), Duits opera-intendant en politicus[59]

### 16 oktober
- Anthony Foley (42), Iers rugbyspeler en -coach[60]
- Cecilia Hart (68), Amerikaans actrice[61]
- Ted V. Mikels (87), Amerikaans filmmaker[62]
- Kigeli V (80), koning van Rwanda[63]
- Jeanette Kossmann (93), Nederlands grafisch ontwerper en letterontwerper[64]
- Viktor Zoebkov (79), Russisch basketballer[65]

### 17 oktober
- Eddie Applegate (81), Amerikaans acteur[66]
- Al Stewart (89), Amerikaans trompettist[67]
- Rémy Vogel (55), Frans voetballer[68]

### 18 oktober
- David Bunnell (69), Amerikaans pionier personal computing en uitgever[69]
- Phil Chess (95), Amerikaans muziekproducent[70]
- Ken Wiwa (47), Nigeriaans schrijver, presidentscampagnevoerder[71]

### 19 oktober
- Safet Berisha (66), Albanees voetballer[72]
- Yvette Chauviré (99), Frans ballerina[73]
- Luis María Echeberría (76), Spaans voetballer[74]
- Gary Sprake (71), Welsh voetballer[75]
- Giovanni Steffè (88), Italiaans roeier[76]

### 20 oktober
- Hans van Dun (82), Nederlands burgemeester[77]
- Manfred Durban (74), Duits slagwerker[78]
- Roger Lallemand (84), Belgisch politicus[79]
- Michael Massee (64), Amerikaans acteur[80]
- Junko Tabei (77), Japans bergbeklimster[81]
- Mieke Telkamp (82), Nederlands zangeres[82]

### 21 oktober
- Constantin Frățilă (74), Roemeens voetballer[83]
- Frans Jozef van der Heijden (78), Nederlands politicus en journalist[84]
- Manfred Krug (79), Duits acteur[85]
- Kevin Meaney (60), Amerikaans stand-upcomedian en acteur[86]
- Clément Michu (80), Frans acteur[87]
- Richard Nicoll (39), Australisch-Brits modeontwerper[88]
- C. Peter Wagner (86), Amerikaans geestelijke[89]

### 22 oktober
- Cor Aafjes (92), Nederlands atlete[90]
- Michel Delahaye (87), Frans acteur en filmcriticus[91]
- Steve Dillon (54), Brits striptekenaar[92]
- Antoon Postma (87), Nederlands antropoloog en paleograaf[93]
- Frans Tutuhatunewa (93), president in ballingschap van de Republiek der Zuid-Molukken[94]

### 23 oktober
- Pete Burns (57), Brits zanger[95]
- Jack Chick (92), Amerikaans cartoonist[96]
- Jimmy Perry (93), Brits scriptschrijver[97]
- Khalifa bin Hamad al-Thani (84), emir van Qatar[98]
- Sammy Smyth (91), Engels voetballer[99]
- Wim van der Voort (93), Nederlands schaatser[100]

### 24 oktober
- Eddy Christiani (98), Nederlands zanger[101]
- Benjamin Creme (93), Schots esotericus, kunstschilder, auteur, internationaal spreker[102]
- Reinhard Häfner (64), Duits voetballer en voetbaltrainer[103]
- Jorge Batlle Ibáñez (88), president van Uruguay[104]
- Georges Jouvin (93), Frans muzikant en dirigent[105]
- Bobby Vee (73), Amerikaans zanger en acteur[106]

### 25 oktober
- Margit Bara (88), Hongaars actrice[107]
- Pim Blanken (76), Nederlands burgemeester[108]
- Kevin Curran (59), Amerikaans scenarioschrijver[109]
- Howard Davies (71), Brits toneelregisseur[110]
- Bob Hoover (94), Amerikaans piloot[111]
- Hendrik Leendert Starre (102), Nederlands kunstschilder[112]
- Carlos Alberto Torres (72), Braziliaans voetballer[113]

### 26 oktober
- Ton Lankreijer (63), Nederlands journalist, televisie-eindredacteur en auteur[114]
- Pinise Saul (71), Zuid-Afrikaans jazz-zangeres[115]

### 27 oktober
- Jean Belver (96), Frans voetballer[116]
- Raffael Rheinsberg (73), Duits kunstenaar[117]
- Hazel Shermet (96), Amerikaans actrice en zangeres[118]
- Takahito (100), lid Japanse keizerlijke familie[119]
- Bobby Wellins (80), Schots saxofonist[120]

### 28 oktober
- Pierre Ansart (94), Frans socioloog en filosoof[121]
- Melhem Barakat (71), Libanees zanger[122]
- Tij Kools (79), Nederlands schrijver en publicist[123]
- Siebe Torensma (90), Nederlands politicus[124]

### 29 oktober
- Florencio Galindo de la Vara (69), Spaans kunstschilder[125]
- Christiane Gilles (86), Frans syndicaliste en feministe[126]
- Dave Lanning (78), Brits sportcommentator[127]

### 30 oktober
- Koen Bliki (47), Belgisch acteur[128]
- Gunnar Daan (77), Nederlands architect, hoogleraar en beeldend kunstenaar[129]
- James Galanos (92), Amerikaans modeontwerper[130]
- Don Marshall (80), Amerikaans acteur[131]
- Frank Noya (82), Nederlands musicus[132]
- Curly Putman (85), Amerikaans muziekschrijver[133]
- John O'Creagh (67), Amerikaans acteur[134]

### 31 oktober
- Natalie Babbitt (84), Amerikaans kinderboekenschrijfster[135]
- Wim Ernes (58), Nederlands dressuurbondscoach[136]
- Silvio Gazzaniga (95), Italiaans beeldhouwer[137]
- Helen Vreeswijk (55), Nederlands schrijfster[138]

### Datum onbekend
- Joop van Oosterom (78), Nederlands ondernemer en schaker[139]

januari ·
februari ·
maart ·
april ·
mei ·
juni ·
juli ·
augustus ·
september ·
oktober ·
november ·
december
1900 ·
1901 ·
1902 ·
1903 ·
1904 ·
1905 ·
1906 ·
1907 ·
1908 ·
1909 ·
1910 ·
1911 ·
1912 ·
1913 ·
1914 ·
1915 ·
1916 ·
1917 ·
1918 ·
1919 ·
1920 ·
1921 ·
1922 ·
1923 ·
1924 ·
1925 ·
1926 ·
1927 ·
1928 ·
1929 ·
1930 ·
1931 ·
1932 ·
1933 ·
1934 ·
1935 ·
1936 ·
1937 ·
1938 ·
1939 ·
1940 ·
1941 ·
1942 ·
1943 ·
1944 ·
1945 ·
1946 ·
1947 ·
1948 ·
1949 ·
1950 ·
1951 ·
1952 ·
1953 ·
1954 ·
1955 ·
1956 ·
1957 ·
1958 ·
1959 ·
1960 ·
1961 ·
1962 ·
1963 ·
1964 ·
1965 ·
1966 ·
1967 ·
1968 ·
1969 ·
1970 ·
1971 ·
1972 ·
1973 ·
1974 ·
1975 ·
1976 ·
1977 ·
1978 ·
1979 ·
1980 ·
1981 ·
1982 ·
1983 ·
1984 ·
1985 ·
1986 ·
1987 ·
1988 ·
1989 ·
1990 ·
1991 ·
1992 ·
1993 ·
1994 ·
1995 ·
1996 ·
1997 ·
1998 ·
1999 ·
2000 ·
2001 ·
2002 ·
2003 ·
2004 ·
2005 ·
2006 ·
2007 ·
2008 ·
2009 ·
2010 ·
2011 ·
2012 ·
2013 ·
2014 ·
2015 ·
2016 ·
2017 ·
2018 ·
2019 ·
2020 ·
2021 ·
2022 ·
2023 ·
2024 ·
2025